# Vitis davidii
Vitis davidii — вид ліан з роду Виноград (Vitis).

## Опис
Гілки колючі, голі. Вусики роздвоєні. Листкова пластинка овально-еліптична, нерозділена, від 5 до 12 см завдовжки та від 4 до 16 см завширшки. Квітконіжка гола, від 1 до 2 мм. Бруньки оберненояйцеподібні, розміром від 1,2 до 1,5 мм, верхівка закруглена. Цвіте з квітня по червень. Плодоносить з липня по жовтень. Плоди від 1 до 2,5 см в діаметрі, чорного кольору і приємного смаку.

## Поширення
Ендемік для Китаю (провінції: Аньхой, Чунцин, Фуцзянь, Ганьсу, Гуандун, Гуансі, Гуйчжоу, Хубей, Хунань, Цзянсу, Цзянсі, Шеньсі, Сичуань, Юньнань, Чжецзян). Росте у лісах, чагарниках, у долинах й на схилах пагорбів, на висоті від 500 до 2300 м над рівнем моря.